# Interstate 495 (Capital Beltway)
Pour les articles homonymes, voir Interstate 495.
L'Interstate 495 (I-495), aussi connue comme la Capital Beltway est une autoroute auxiliaire de 64 miles (103 km) qui entoure Washington DC et ses banlieues dans le Maryland et en Virginie. Dans ses portions sud et est, l'I-495 forme un multiplex avec son autoroute-mère, l'I-95.
Cette route de ceinture passe également, pour environ 0,11 miles (0,18 km), dans les limites du District de Columbia, près du terminus ouest du Woodrow Wilson Bridge au-dessus du fleuve Potomac.

## Description du tracé

### District de Columbia
L'I-495, en multiplex avec l'I-95, parcourt un très bref segment sur le Woodrow Wilson Bridge au-dessus du fleuve Potomac. La Federal Highway Administration (FHWA) reconnaît 0,11 miles (0,18 km) du pont dans les limites du District de Columbia, bien qu'aucun panneau n'indique clairement la frontière, comme l'est indiquée celle entre la Virginie et le Maryland, sur ce même pont.

### Maryland

#### Comté du Prince George

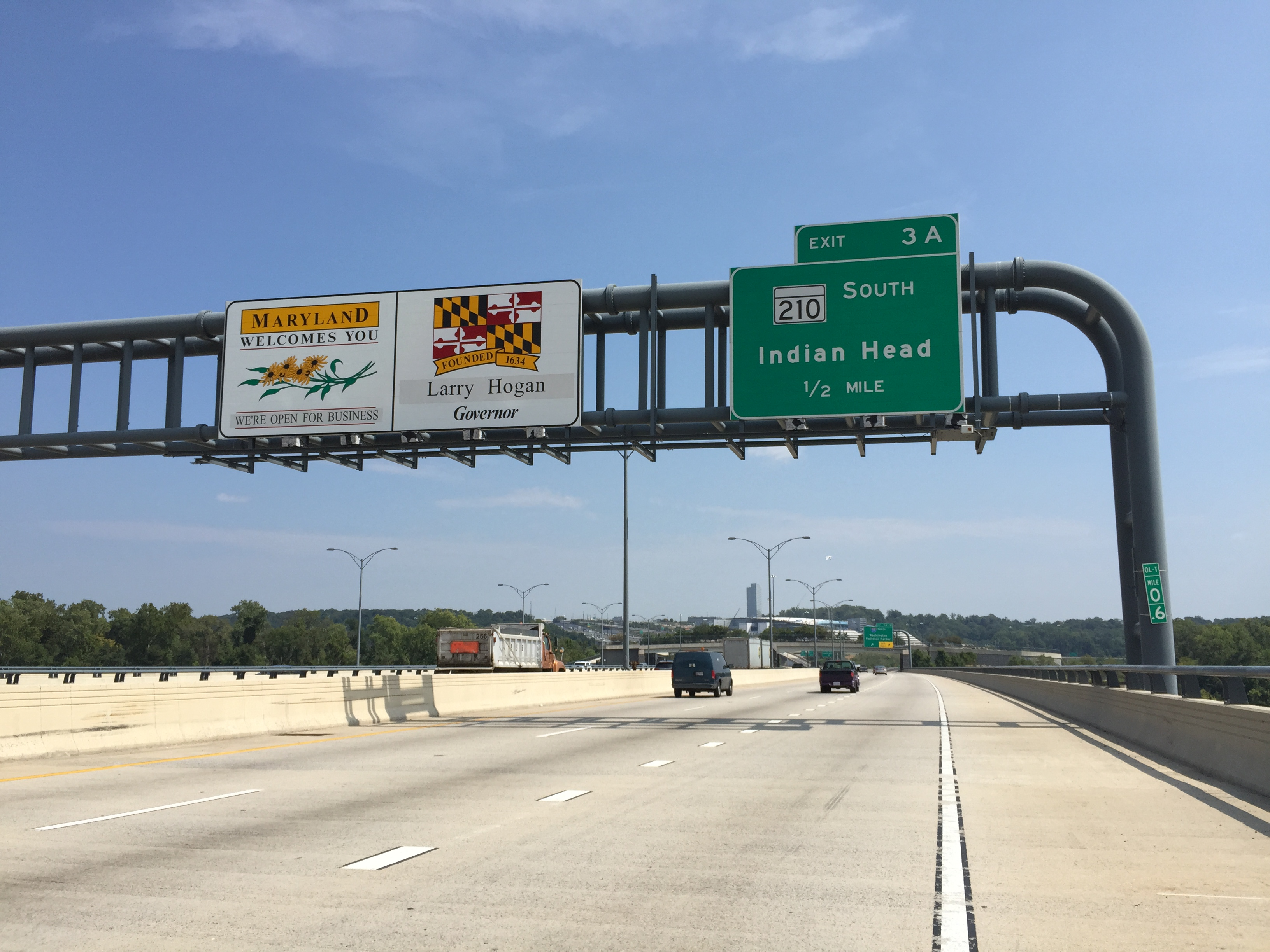
Panneau "Maryland Welcomes You" sur le Woodrow Wilson Bridge

L'autoroute entre au Maryland durant sa traversée du Potomac via le Woodrow Wilson Bridge, à l'ouest de Forest Heights. Après avoir traversé le fleuve, l'I-495 atteint immédiatement le terminus sud de l'I‑295, une route qui dessert le centre-ville de Washington jusqu'à l'I‑695. L'autoroute se dirige vers l'est et croise plusieurs voies locales à Oxon Cove Park et Oxon Hill Farm.

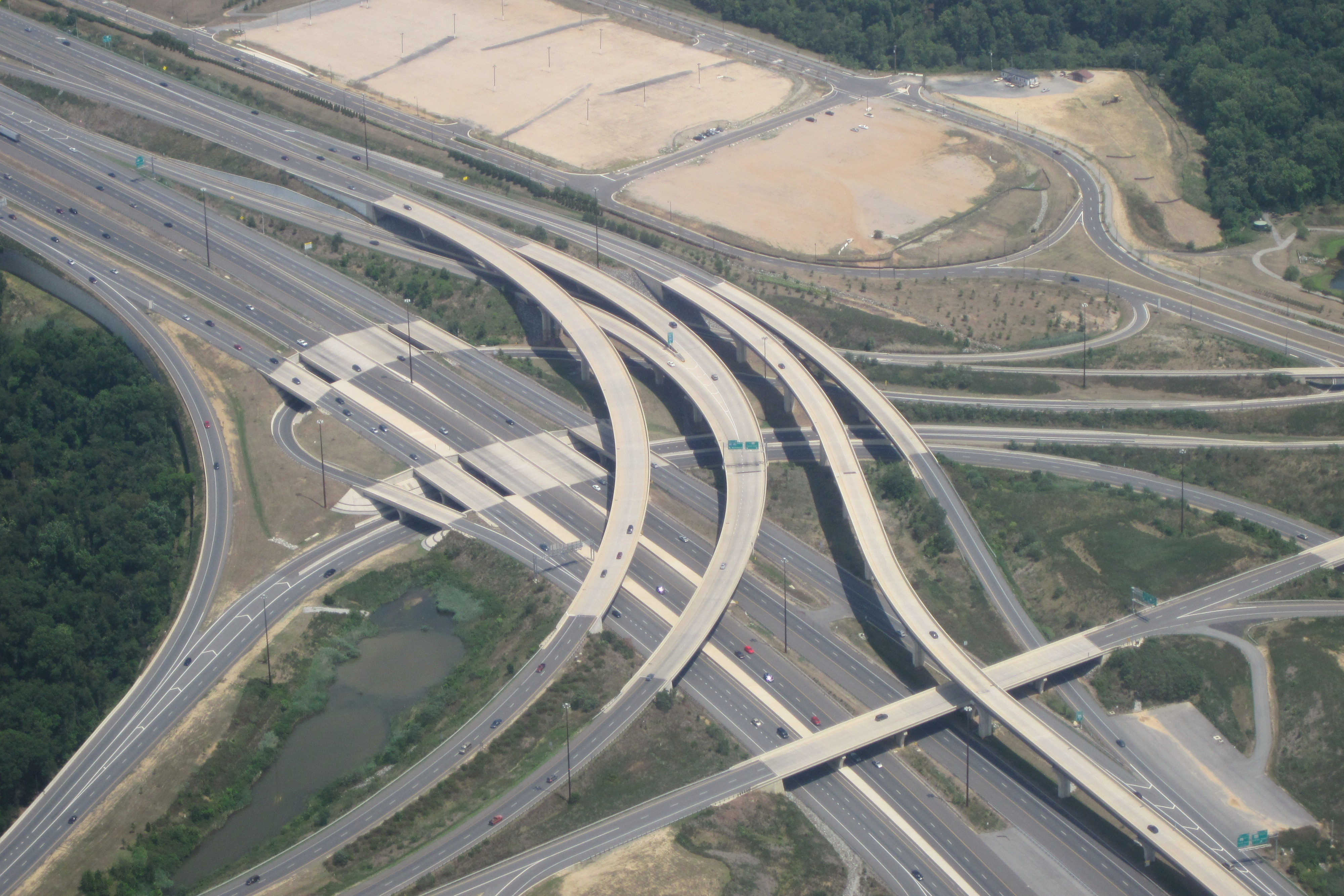
Échangeur I-95 / I-495 au Maryland en 2012

L'autoroute bifurque vers le nord et croise la US 50 (ainsi que l'I-595, qui n'est toutefois pas indiquée), une autoroute reliant Washington à la Baie de Chesapeake et Annapolis.
Bifurquant quelque peu vers le nord-ouest, l'I-495 entre à Greenbelt Park et croise la Baltimore-Washington Parkway. Elle continue vers le nord-ouest, puis vers l'ouest, et croise la US 1 ainsi que l'I-95. À l'échangeur avec l'I-95, le multiplex se termine et l'I-495 poursuit son trajet vers l'ouest.

#### Comté de Montgomery

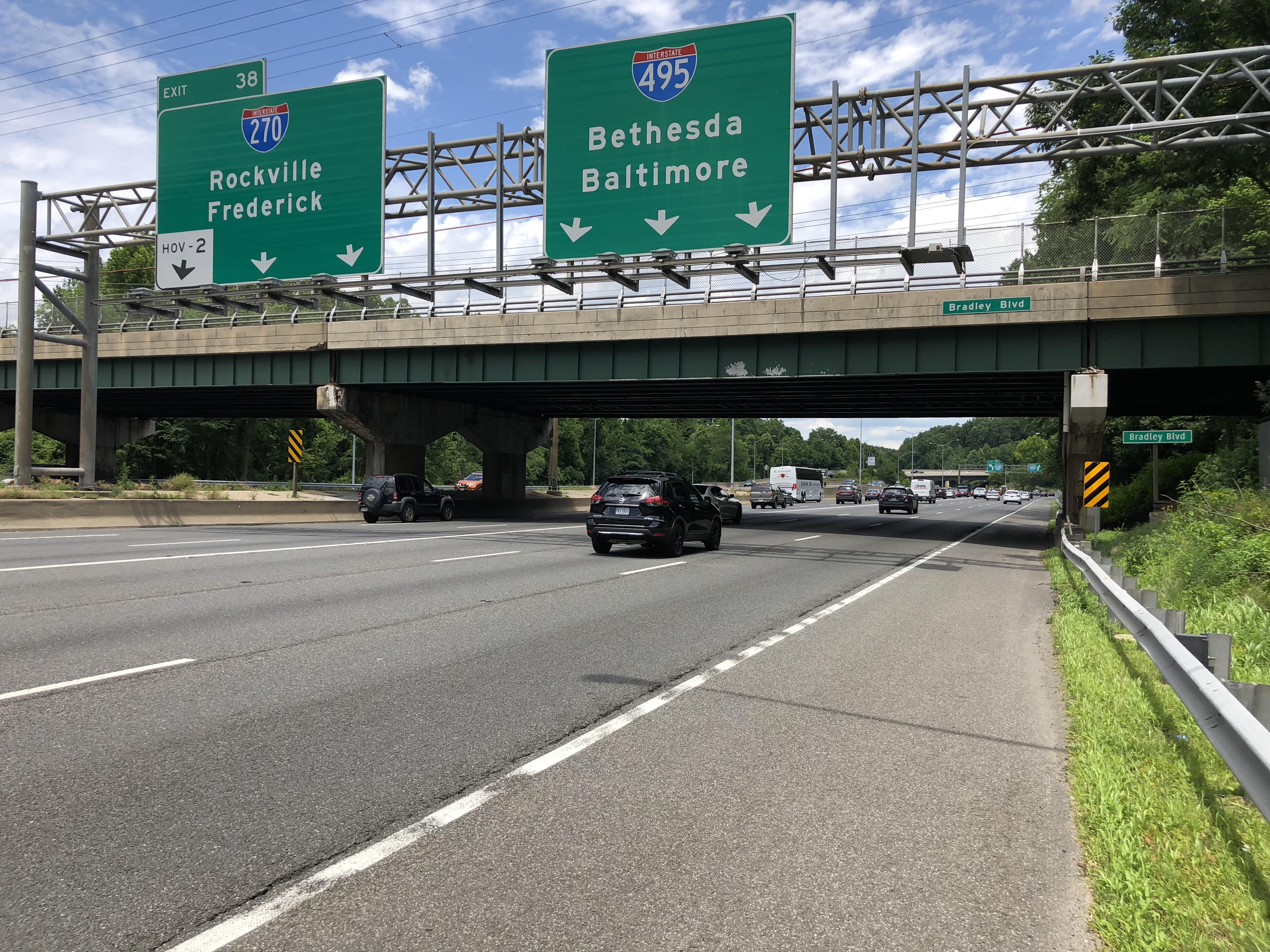
I-495 nord approchant la sortie pour l'I-270 Spur à Bethesda

Continuant vers l'ouest depuis l'échangeur de College Park, l'I-495 entre dans le comté de Montgomery. Elle y croise quelques routes locales et atteint la US 29 au sud de Four Corners.
L'autoroute continue vers l'ouest et atteint, d'abord, le terminus sud de l'I-270 puis, le terminus de la route collectrice de cette dernière. À la jonction avec l'I-270 Spur, l'I-495 bifurque vers le sud en direction du fleuve Potomac. L'autoroute se dirige alors vers le fleuve, qui marque la frontière avec la Virginie.

### Virginie

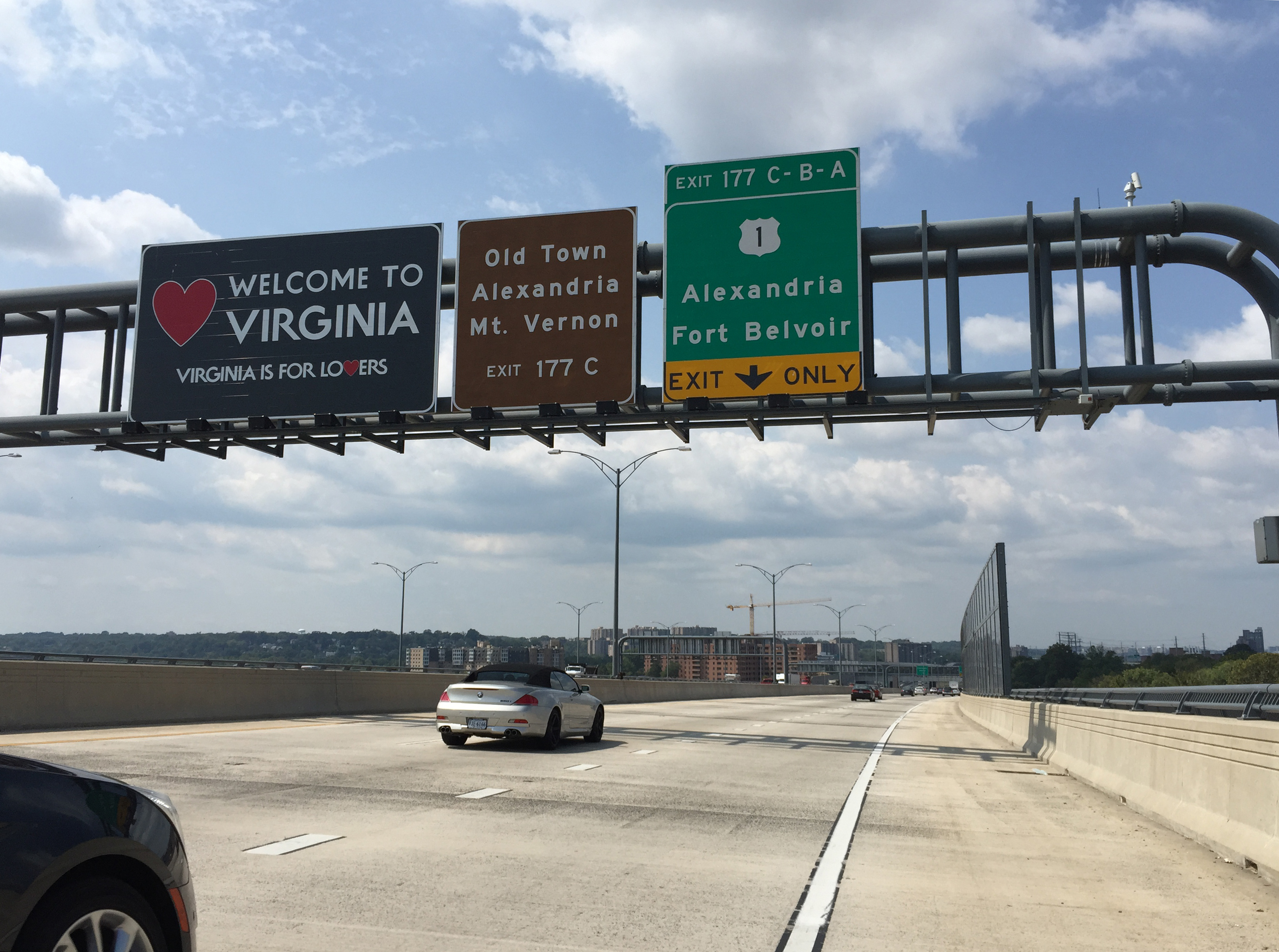
Panneau "Virginia Welcomes You" sur le Woodrow Wilson Bridge

Après être entrée en Virginie, l'I-495 croise l'une des extrémités de la George Washington Memorial Parkway. L'I-495 continue vers le sud et croise quelques routes locales avant d'atteindre la SR 267, la route à péage manant à l'Aéroport international de Washington-Dulles. Toujours en direction sud, l'I-495 atteint l'I-66 et la US 50.
L'I-495 poursuit vers le sud et croise d'autres voies locales. À North Springfield, l'autoroute bifurque vers le sud-est et vers l'est pour croiser l'I-95 / I-395. À cet endroit, l'I-495 et l'I-95 reprennent leur multiplex vers l'est. Au-delà de cet échangeur, l'I-495 continue vers l'est et rencontre quelques voies locales de Springfield. Elle croise ensuite la US 1 vers Alexandria avant d'emprunter le Woodrow Wilson Bridge et de terminer sa boucle.

## Liste des sorties
| Interstate 495                                    |                   |       |        |                                                                         | | |
| Comté                                             | Municipalité      | mi    | km     | Sortie                                                                  | Intersections / Destinations                                                                             | Notes                                                                                                 |
| Fleuve Potomac                                    | Fleuve Potomac    | 0,00  | 0,00   | Woodrow Wilson Bridge (Tripoint Virginie–District de Columbia–Maryland) | Woodrow Wilson Bridge (Tripoint Virginie–District de Columbia–Maryland)                                  | Woodrow Wilson Bridge (Tripoint Virginie–District de Columbia–Maryland)                               |
| Prince George, MD                                 | Oxon Hill         | 1,73  | 2,78   | 2                                                                       | I-295 nord – Washington, National Harbor                                                                 | Indiqué sortie 2A (National Harbor) et 2B (I-295); sortie 1A-C de l'I-295                             |
| Prince George, MD                                 | Oxon Hill         | 2,77  | 4,46   | 3                                                                       | MD 210 (en) – Indian Head, Forest Heights                                                                | Indiqué sortie 3A (sud) et 3B (nord) en direction nord                                                |
| Prince George, MD                                 | Oxon Hill         | 2,77  | 4,46   | 3                                                                       | MD 210 (en) sud – Forest Heights, Indian Head,                                                           | Sortie direction nord, entrée direction sud pour les Thru Lanes                                       |
| Prince George, MD                                 | Oxon Hill         | 3,50  | 5,63   | —                                                                       | I-95 sud / I-495 ouest                                                                                   | Terminus nord des Thru Lanes                                                                          |
| Prince George, MD                                 | Oxon Hill         | 4,33  | 6,97   | 4                                                                       | MD 414 (en) (St. Barnabas Road) – Oxon Hill, Marlow Heights                                              | Indiqué sortie 4A (ouest) et 4B (est)                                                                 |
| Prince George, MD                                 | Temple Hills      | 7,30  | 11,75  | 7                                                                       | MD 5 (en) (Branch Avenue) – Waldorf, Silver Hill                                                         | Indiqué sortie 7A (sud) et 7B (nord)                                                                  |
| Prince George, MD                                 | Morningside       | 9,07  | 14,60  | 9                                                                       | MD 337 (en) (Allentown Road) – Andrews AFB, Morningside                                                  | |
| Prince George, MD                                 | Forestville       | 10,70 | 17,35  | 11                                                                      | MD 4 (en) (Pennsylvania Avenue) – Upper Marlboro, Washington                                             | Indiqué sortie 11A (sud / est) et 11B (nord / ouest)                                                  |
| Prince George, MD                                 | Largo             | 13,14 | 21,15  | 13                                                                      | Ritchie–Marlboro Road – Upper Marlboro, Capitol Heights                                                  | |
| Prince George, MD                                 | Largo             | 14,78 | 23,79  | 15                                                                      | MD 214 (en) (Central Avenue) – Largo, Seat Pleasant                                                      | Indiqué sortie 15A (est) et 15B (ouest)                                                               |
| Prince George, MD                                 | Largo             | 15,83 | 25,48  | 16                                                                      | Arena Drive                                                                                              | |
| Prince George, MD                                 | Landover          | 16,56 | 26,65  | 17                                                                      | MD 202 (en) (Landover Road) – Upper Marlboro, Bladensburg                                                | Indiqué sortie 17A (sud) et 17B (nord)                                                                |
| Prince George, MD                                 | Glenarden         | 18,54 | 29,84  | 19                                                                      | US 50 (I-595 est / John Hanson Highway) – Annapolis, Washington, Gare de New Carrollton                  | Indiqué sortie 19A (est) et 19B (ouest); l'I-595 n'est pas identifiée                                 |
| Prince George, MD                                 | New Carrollton    | 19,59 | 31,53  | 20                                                                      | MD 450 (en) (Annapolis Road) – Lanham, Bladensburg                                                       | Indiqué sortie 20A (est) et 20B (ouest)                                                               |
| Prince George, MD                                 | Greenbelt         | 22,12 | 35,60  | 22                                                                      | Baltimore-Washington Parkway (MD 295 (en)) – Baltimore, Washington                                       | Indiqué sortie 22A (nord) et 22B (sud)                                                                |
| Prince George, MD                                 | Greenbelt         | 23,04 | 37,08  | 23                                                                      | MD 201 (en) (Kenilworth Avenue) – Greenbelt, Bladensburg                                                 | |
| Prince George, MD                                 | Greenbelt         | 24,25 | 39,03  | 24                                                                      | Station Greenbelt                                                                                        | Sortie direction sud, entrée direction nord; interdit aux véhicules commerciaux                       |
| Prince George, MD                                 | College Park      | 25,19 | 40,54  | 25                                                                      | US 1 (Baltimore Avenue) – Laurel, College Park                                                           | Indiqué sortie 25A (nord) et 25B (sud) en direction sud                                               |
| Prince George, MD                                 | College Park      | 26,11 | 42,02  | 27                                                                      | I-95 nord – Baltimore                                                                                    | Terminus nord du multiplex avec I-95                                                                  |
| Montgomery, MD                                    | Hillandale        | 28,14 | 45,29  | 28                                                                      | MD 650 (en) (New Hampshire Avenue) – White Oak, Takoma Park                                              | Indiqué sortie 28A (nord) et 28B (sud)                                                                |
| Montgomery, MD                                    | Silver Spring     | 29,72 | 47,83  | 29                                                                      | MD 193 (en) (University Boulevard) – Wheaton, Langley Park                                               | Pas de sortie en direction est vers MD 193 ouest; pas d'entrée en direction ouest depuis MD 193 ouest |
| Montgomery, MD                                    | Silver Spring     | 30,36 | 48,86  | 30A                                                                     | US 29 nord (Colesville Road) – Columbia                                                                  | Sortie direction est, entrée direction ouest                                                          |
| Montgomery, MD                                    | Silver Spring     | 30,36 | 48,86  | 30B                                                                     | US 29 sud (Colesville Road) – Silver Spring                                                              | Indiqué sortie 30 en direction ouest                                                                  |
| Montgomery, MD                                    | Forest Glen       | 31,80 | 51,18  | 31                                                                      | MD 97 (en) (Georgia Avenue) – Silver Spring, Wheaton                                                     | Indiqué sortie 31A (nord) et 31B (sud) en direction est                                               |
| Montgomery, MD                                    | Chevy Chase       | 34,00 | 54,72  | 33                                                                      | MD 185 (en) (Connecticut Avenue) – Kensington, Chevy Chase                                               | |
| Montgomery, MD                                    | Bethesda          | 35,53 | 57,18  | 34                                                                      | MD 355 (en) (Wisconsin Avenue) – Bethesda, Rockville                                                     | |
| Montgomery, MD                                    | Bethesda          | 35,72 | 57,49  | 35                                                                      | I-270 nord – Frederick                                                                                   | Sortie direction ouest, entrée direction est; terminus sud de l'I-270                                 |
| Montgomery, MD                                    | Bethesda          | 36,63 | 58,95  | 36                                                                      | MD 187 (en) (Old Georgetown Road) – Rockville, Bethesda                                                  | |
| Montgomery, MD                                    | Bethesda          | 38,32 | 61,67  | 38                                                                      | I-270 nord – Rockville, Frederick                                                                        | Sortie direction est, entrée direction ouest                                                          |
| Montgomery, MD                                    | Bethesda          | 39,87 | 64,16  | 39                                                                      | MD 190 (en) (River Road) – Washington, Potomac                                                           | Indiqué sortie 39A (ouest) et 39B (est) en direction nord                                             |
| Montgomery, MD                                    | Bethesda          | 40,34 | 64,92  | 40                                                                      | Cabin John Parkway sud – Glen Echo                                                                       | Sortie direction sud, entrée direction nord; interdit aux véhicules commerciaux                       |
| Montgomery, MD                                    | Carderock         | 41,72 | 67,14  | 41                                                                      | Clara Barton Parkway – Carderock, Great Falls, Glen Echo                                                 | Accès direction sud à Parkway est via sortie 40                                                       |
| Fleuve Potomac                                    | Fleuve Potomac    | 42,24 | 67,98  | American Legion Memorial Bridge Frontière Maryland–Virginie             | American Legion Memorial Bridge Frontière Maryland–Virginie                                              | American Legion Memorial Bridge Frontière Maryland–Virginie                                           |
| Fairfax, VA                                       | McLean            | 42,73 | 68,77  | 43                                                                      | George Washington Parkway sud – Washington                                                               | |
| Fairfax, VA                                       | McLean            | 43,71 | 70,34  | 44                                                                      | SR 193 (en) (Georgetown Pike) – Langley, Great Falls                                                     | |
| Fairfax, VA                                       | McLean            | 44,51 | 71,63  |                                                                         | I-495 Express sud                                                                                        | Terminus nord des voies HOT                                                                           |
| Fairfax, VA                                       | Tysons            | 45,31 | 72,92  | 45A                                                                     | SR 267 Toll (en) ouest – Reston, Herndon, Aéroport Dulles                                                | Indiqué sortie 45 en direction nord                                                                   |
| Fairfax, VA                                       | Tysons            | 45,31 | 72,92  | 45B                                                                     | SR 267 (en) est vers I-66 est – Washington                                                               | Sortie direction sud, entrée direction nord                                                           |
| Fairfax, VA                                       | Tysons            | 46,23 | 74,40  | 46                                                                      | SR 123 (en) (Chain Bridge Road) – Tysons Corner, Vienna, McLean                                          | Indiqué sortie 46A (sud) et 46B (nord)                                                                |
| Fairfax, VA                                       | Tysons            | 47,16 | 75,90  | 47                                                                      | SR 7 (en) (Leesburg Pike) – Tysons Corner, Falls Church                                                  | Indiqué sortie 47A (ouest) et 47B (est)                                                               |
| Fairfax, VA                                       | Dunn Loring       | 48,98 | 78,83  | 49A                                                                     | I-66 ouest – Vienna, Manassas, Front Royal                                                               | |
| Fairfax, VA                                       | Dunn Loring       | 48,98 | 78,83  | 49B                                                                     | I-66 est – Washington                                                                                    | Sortie direction nord, entrée direction sud                                                           |
| Fairfax, VA                                       | Dunn Loring       | 49,74 | 80,05  | 50                                                                      | US 50 (Arlington Boulevard) vers US 29 (Lee Highway) – Fairfax, Arlington                                | Indiqué sortie 50A (ouest) et 50B (est)                                                               |
| Fairfax, VA                                       | Dunn Loring       | 51,08 | 82,21  | 51                                                                      | SR 650 (en) (Gallows Road)                                                                               | |
| Fairfax, VA                                       | Annandale         | 52,43 | 84,38  | 52                                                                      | SR 236 (en) (Little River Turnpike) – Fairfax, Annandale                                                 | Indiqué sortie 52A (ouest) et 52B (est)                                                               |
| Fairfax, VA                                       | Annandale         | 54,26 | 87,32  | 54                                                                      | SR 620 (en) (Braddock Road)                                                                              | Indiqué sortie 54A (ouest) et 54B (est)                                                               |
| Fairfax, VA                                       | Annandale         | 55,16 | 88,77  |                                                                         | I-495 Express nord                                                                                       | Terminus sud des voies HOT                                                                            |
| Fairfax, VA                                       | Springfield       | 57,60 | 92,70  | 57A                                                                     | I-95 sud – Richmond                                                                                      | Sortie direction sud, entrée direction nord; sortie 170B de l'I-95 nord                               |
| Fairfax, VA                                       | Springfield       | 57,60 | 92,70  | —                                                                       | I-95 Express sud / I-395 Express nord                                                                    | Sortie direction sud, entrée direction nord pour les voies express seulement                          |
| Fairfax, VA                                       | Springfield       | 57,60 | 92,70  | 57B                                                                     | I-395 nord – Washington                                                                                  | Sortie direction sud, entrée direction nord; sortie 1D de l'I-395 sud                                 |
| Fairfax, VA                                       | Springfield       | 57,60 | 92,70  | 169                                                                     | SR 644 (en) – Springfield                                                                                | Sortie direction nord seulement; indiqué sortie 169A (est) et 169B (ouest)                            |
| Fairfax, VA                                       | Springfield       | 57,60 | 92,70  | 170B                                                                    | I-395 nord – Washington                                                                                  | Sortie direction nord, entrée direction sud; sortie 1C de l'I-395 sud                                 |
| Fairfax, VA                                       | Springfield       | 57,60 | 92,70  | —                                                                       | I-95 sud – Richmond                                                                                      | Terminus ouest du multiplex avec I-95; sortie direction ouest, entrée direction est                   |
| Fairfax, VA                                       | Franconia         | 58,82 | 94,66  | 173                                                                     | SR 613 (en) (Van Dorn Street) – Franconia                                                                | |
| Fairfax, VA                                       |                   | 60,02 | 96,59  | 174                                                                     | Eisenhower Avenue Connector – Alexandria                                                                 | |
| Fairfax, VA                                       |                   | 60,82 | 97,88  | —                                                                       | I-95 nord / I-495 est – Baltimore                                                                        | Terminus ouest des Thru Lanes                                                                         |
| Fairfax, VA                                       | Huntington        | 62,43 | 100,47 | 176                                                                     | SR 241 (en) / SR 611 (en) sud (Telegraph Road / North Kings Highway) vers Eisenhower Avenue – Alexandria | Indiqué sortie 176A (sud) et 176B (nord)                                                              |
| Fairfax, VA                                       | Huntington        | 63,32 | 101,90 | —                                                                       | Eisenhower Avenue Connector                                                                              | Sortie direction ouest, entrée direction est pour les Thru Lanes                                      |
| City d'Alexandria                                 | City d'Alexandria | 63,62 | 102,39 | 177                                                                     | US 1 – Alexandria, Fort Belvoir                                                                          | Indiqué sortie 177A (sud) et 177B (nord); entrées directes vers Thru Lanes                            |
| City d'Alexandria                                 | City d'Alexandria | 63,62 | 102,39 | 177C                                                                    | Mount Vernon                                                                                             | Sortie direction ouest seulement                                                                      |
| Fleuve Potomac                                    | Fleuve Potomac    | 64,23 | 103,37 | Woodrow Wilson BridgeFrontière VA–DC et DC–MD                           | Woodrow Wilson BridgeFrontière VA–DC et DC–MD                                                            | Woodrow Wilson BridgeFrontière VA–DC et DC–MD                                                         |
| - Terminus de multiplex - Péage - Accès incomplet |                   |       |        |                                                                         | | |